# Onosma argentatum
Onosma argentatum är en strävbladig växtart som beskrevs av Hub.-mor. Onosma argentatum ingår i släktet Onosma och familjen strävbladiga växter. Inga underarter finns listade i Catalogue of Life.